# Kuc Exmoor

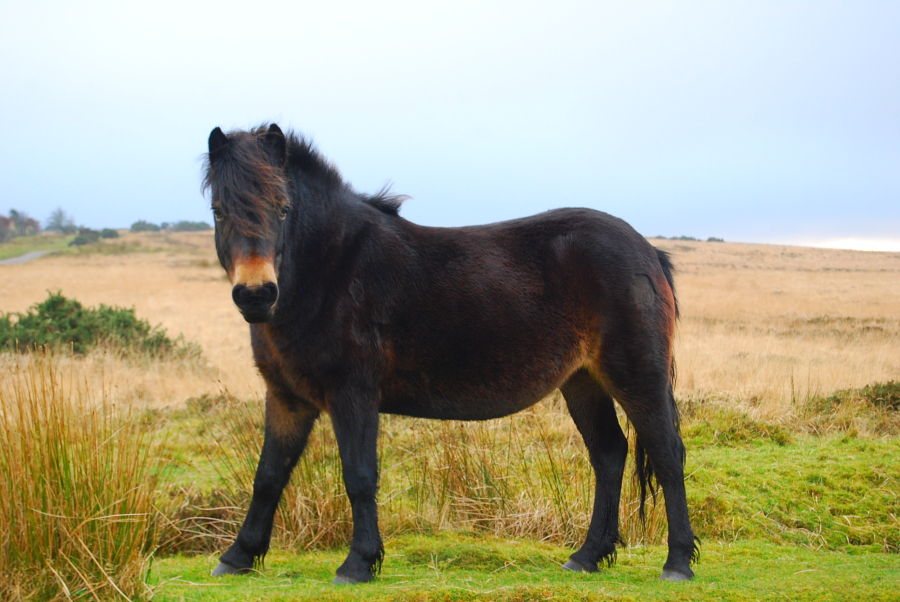
Kuc Exmoor latem

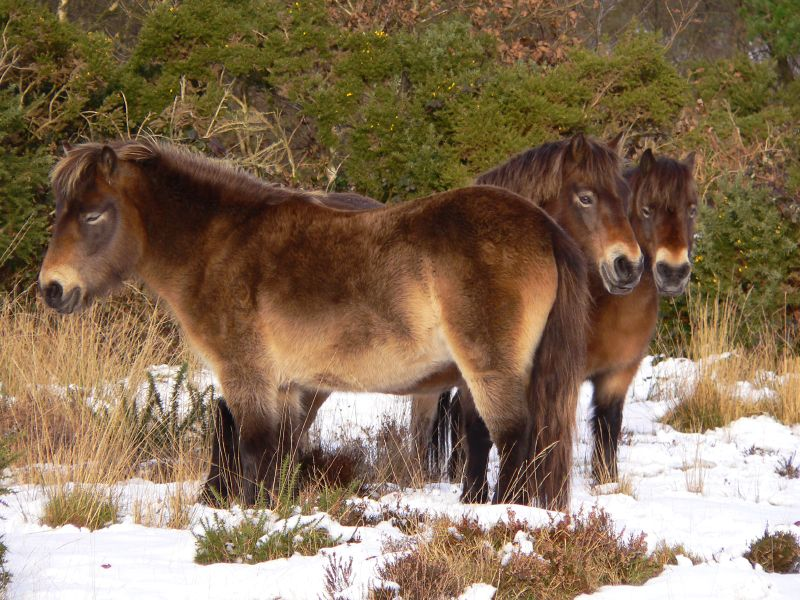
Kuc Exmoor

Kuc Exmoor – rasa konia domowego pochodząca z Wielkiej Brytanii, z rejonu Exmoor, w Somerset. Uważa się ją za niemal doskonały przykład historycznego kuca typu 1 (północnego).

## Historia
Dawniej bardzo liczna, szczególnie w hrabstwie Devon, gdzie do dziś prowadzi na wpół dziki żywot.

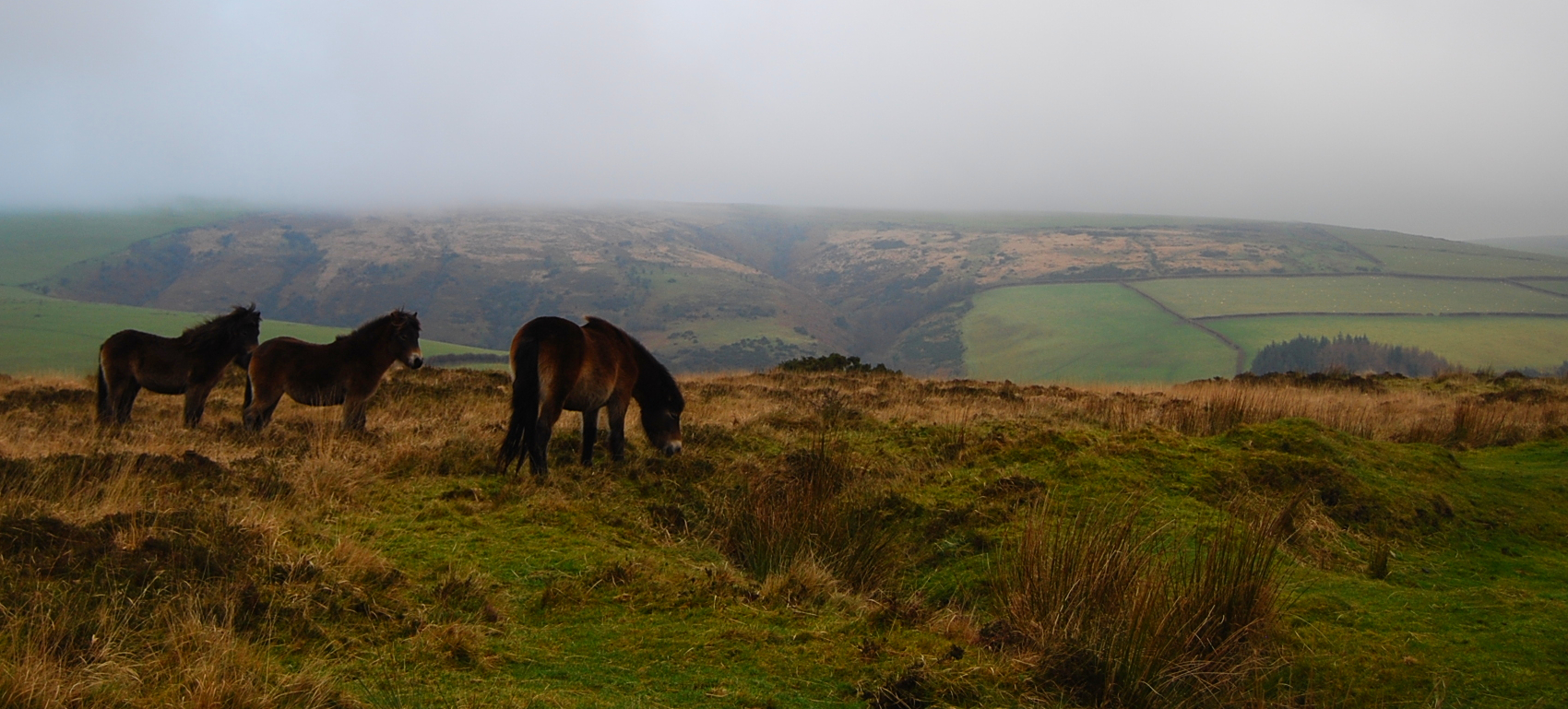
Kuce Exmoor na swoim rodzimym terytorium

Rasa Exmoor jest uważana za najstarszą rasę brytyjskich kuców. Ponieważ kuce były izolowane w West Country, rasa jest uważana za czystą. Dane na jej temat sięgają 1085 roku. Badania przeprowadzone przez Brytyjską Królewską Szkołę Studiów Weterynaryjnych potwierdziły, że Exmoor może być uznany za rodzimą rasę brytyjską, od której prawdopodobnie pochodzą pozostałe rasy brytyjskich kuców. Na podstawie porównań z malowidłami z okresu plejstocenu w jaskiniach skalnych i podobieństwa do tarpana i konia Przewalskiego stwierdzono, że Exmoor prawdopodobnie jest reliktem dzikiego prehistorycznego konia. Ponieważ liczebność kuców uległa znacznemu zmniejszeniu, wprowadzono program hodowlany. 
Zwierzęta te nadal żyją w wolnych stadach, które jednak mają już właścicieli. Świetnie radzą sobie w ich naturalnym środowisku - na bagnach. W przeszłości, kuce tej rasy wykorzystywano do wypasu owiec, lub jako zwierzęta juczne. Obecnie są to kuce rekreacyjne, nadające się do zaprzęgu, oraz dla dzieci.

## Wygląd
Łatwo rozpoznać Exmoora po gęstej kępce włosów u nasady ogona. Kuc posiada sylwetkę zwartą i krępą – szeroki grzbiet, niską klatkę piersiową, cofnięte łopatki, grubą szyję i krótkie uszy. Ponadto ma szerokie czoło i jasne obwódki dookoła oczu. Same oczy posiadają kapturową górną powiekę (tzw. żabie oko), która chroni przed wiatrem i opadami. Wysokość konia nie przekracza 128 cm. Maść gniada, skarogniada, lub bułana, nakrapiane plamki na pysku, wokół oczu i w pachwinach. Białe odmiany nie są dopuszczalne. Exmoor jest bardzo wytrzymały i odporny na wiele końskich chorób. Doskonale przystosował się też do złych warunków atmosferycznych. Posiada wodoodporną szatę zimową składającą się z dwóch warstw sierści, spodniej krótkiej i wełnistej oraz wierzchniej dłuższej i pokrytej łojem. 